# رود ایبیکی
رود ایبیکی (به لاتین: Aibiki River) یک رود در ژاپن است که ۵ کیلومتر طول دارد.